# Toshiki Onozawa
Toshiki Onozawa (斧澤 隼輝 Onozawa Toshiki?), född 2 juni 1998 i Nagasaki prefektur, är en japansk fotbollsspelare.
Onozawa började sin karriär 2016 i Cerezo Osaka. 2020 flyttade han till Giravanz Kitakyushu.